# Калье, Ренан
Рена́н Ка́лье (исп. Renán Calle Camacho; род. 9 августа 1976, Шушуфинди, провинция Сукумбиос) — эквадорский футболист, выступавший на позиции защитника.

## Биография
Начал карьеру в клубе «Аукас», затем выступал за клуб «Эль Насьональ», в составе которого стал чемпионом Эквадора в 2006 году. В следующем году он перешёл в состав другого гранда эквадорского футбола — ЛДУ Кито — и вновь выиграл первенство страны.
В розыгрыше Кубка Либертадорес 2008 Калье стал одним из ключевых игроков команды в обороне. Участвовал в обоих финальных играх в качестве игрока стартового состава. ЛДУ впервые в истории эквадорского футбола завоевал самый престижный международный клубный трофей Южной Америки.
В составе сборной Эквадора Ренан Калье принял участие в Кубке Америки 2007 года.
В 2011 года Калье выступал за команду ЛДУ из Лохи, где и завершил карьеру футболиста по окончании чемпионата.

### Статистика выступлений за сборную Эквадора
| Год  | Игры | Голы |
| 1999 | 2    | 0    |
| 2004 | 1    | 1    |
| 2005 | 5    | 0    |
| 2007 | 4    | 0    |

## Титулы
- Чемпион Эквадора (3): 2006 («Эль Насьональ»), 2007, 2010 (ЛДУ Кито)
- Вице-чемпион Эквадора (1): 2008
- Обладатель Кубка Либертадорес (1): 2008
- Обладатель Южноамериканского кубка (1): 2009
- Обладатель Рекопы (2): 2009, 2010